# Kurt Jagow
Kurt Jagow (* 29. November 1890 in Kiel; † 2. Mai 1945 in Berlin) war ein deutscher Archivar; daneben betätigte er sich als Publizist und Historiker.

## Leben
Nach der Promotion war Jagow ab 1916 Mitarbeiter der Theaterabteilung beim Polizeipräsidenten in Berlin, ab 1919 Referent in der Zivilabteilung. Er wurde 1928 zum Mitleiter des Hausarchivs von Brandenburg-Preußen und Hausarchivrat des preußischen Königshauses.
Von 1921 bis 1923 war Jagow wichtigster redaktioneller Mitarbeiter des Historikers Paul Herre, dem Direktor des Reichsarchivs, bei der Herausgabe des Politischen Handwörterbuchs im Leipziger Verlag Koehler. 190 Mitautoren bearbeiteten 5000 Stichwörter. Daraus entstand ein Werk in zwei Bänden mit insgesamt 2200 Seiten, ein Meilenstein der politischen Bildung und Politikwissenschaft in der jungen Republik.
Ab Beginn des Zweiten Weltkrieges wurde er als Wissenschaftlicher Hilfsarbeiter im Auswärtigen Amt (AA) dienstverpflichtet und mit der Organisation der Archivkommission beauftragt. Als Mitarbeiter des Politischen Archivs des AA war er, ab September 1940 im Referat Archivkommission, dem Oberkommando des Heeres unterstellt. Im August 1940 kündigte Legationsrat Ullrich im Auftrag des AA dem Oberkommando der Wehrmacht die Entsendung einer Kommission an, die in Tours nachgewiesene Akten des französischen Außenministeriums (Quai d’Orsay) überprüfen sollte. Neben Jagow gehörten ihr Peter Klassen und Heinz Günther Sasse an. Nach einem Bericht Jagows wurde „vordringlich zur Bearbeitung geeignet erscheinendes Material“ nach Berlin überführt. Die Beschlagnahme der Akten erfolgte durch das sogenannte Sonderkommando Künsberg.
Beim Einmarsch der Roten Armee in Berlin nahmen er und seine Frau sich das Leben.
Jagows Bücher behandelten meist historische Themen im Umfeld des Preußischen Königshauses. Er publizierte u. a. in den Süddeutschen Monatsheften. Ab 1934 zählte er bei den Weißen Blättern zu den ständigen Mitarbeitern. Er stand dort für sachliche und historisch fundierte Artikel und Buchkritiken.

## Werke
- Ausgew. u. hrsg. von Kurt Jagow: Männer der Weltgeschichte. Charakterbilder aus Leopold von Rankes Werken, Leipzig 1922
- Daten des Weltkriegs. Vorgeschichte und Verlauf bis Ende 1921, Leipzig 1922
- Unter dem Joch von Versailles. Das Buch der deutschen Not, Berlin 1923
- Paul Herre (Hrsg.), unter redaktioneller Mitwirkung von Kurt Jagow: Politisches Handwörterbuch. (2 Bände). Leipzig: Verlag von K. F. Koehler 1923. Erster Band A–K [Digitalisat GoogleBooks] Zweiter Band L–Z [Digitalisat GoogleBooks]
- Der Potsdamer Kronrat. Geschichte und Legende, München 1928
- Wilhelm und Elisa: Die Jugendliebe des Alten Kaisers, 1930
- Deutschland freigesprochen! Das Drama der 13 Tage im Urteil der Geschichte, Leipzig 1933
- Die Schuld am Zarenmord: eine Antwort an Paléologue, in: Berliner Monatshefte, Ausgabe Mai 1935
- Königin Victorias Mädchenjahre, Berlin 1938
- Der Alte Kaiser erzählt, Berlin 1939